# 238593 Paysdegex
238593 Paysdegex è un asteroide della fascia principale. Scoperto nel 2005, presenta un'orbita caratterizzata da un semiasse maggiore pari a 2,5707837 UA e da un'eccentricità di 0,1630300, inclinata di 3,77771° rispetto all'eclittica.